# Котлярівка (Кам'янський район)
Котля́рівка — село в Україні, у Криничанській селищній громаді Кам'янського району Дніпропетровської області.
Населення — 21 мешканець.

## Географія
Село Котлярівка розміщене на відстані 0,5 км від села Любомирівка і за 2 км від села Любимівка. У селі бере початок Балка Широка із загатою.

## Населення

### Мова
Розподіл населення за рідною мовою за даними перепису 2001 року:
| Мова       | Відсоток |
| ---------- | -------- |
| українська | 90,5 %   |
| російська  | 9,5 %    |